# Халиби
Халибите (на гръцки: Χάλυβες, Χάλυβοι) са народ, населявал през Античността Понт и Кападокия. В древногръцките ? са сочени като едни от първите народи, обработвали желязото.
Херодот, изброявайки народите, живеещи отсам река Халис, т.е. западно от левия бряг на днешната Къзълърмак:
1. лидийци или лиди
2. фриги
3. мизи
4. мариандини
5. халиби
6. пафлагони
7. тини и витини
8. карийци или кари
9. йонийци
10. дорийци
11. еолийци и
12. памфили

(Hdt. I, 28).
Ксенофонт слага халибите на две места – по-малкото били подвластни на мосинойките, като повечето от тази първа група изкарвали прехраната си с копаене на желязна руда (Xen. Anab. V, 5, 1 – 2). Също така носели и две копия – дългото било около 15 лакти, като живеели в укрепени места. (Xen. Anab. ІV, 4 17 – 18; 5, 34 – 35; 6, 5; 7, 15 – 17).